# Мануель Пеллегріні
Мануе́ль Луї́с Пеллегрі́ні Ріпамо́нті (ісп. Manuel Luis Pellegrini Ripamonti; нар. 16 вересня 1953 року, Сантьяго, Чилі) — чилійський футболіст і тренер. З серпня 2020 року є головним тренером клубу «Реал Бетіс».

## Досягнення

### Тренер
«Універсідад Католіка»
- Володар Міжамериканського кубка (1): 1994
- Володар кубка Чилі (1): 1995

«ЛДУ Кіто»
- Чемпіон Еквадору (1): 1998-1999

«Сан-Лоренсо»
- Чемпіон Аргентини (1): 2000-2001
- Володар Кубка Меркосур (1): 2001

«Рівер Плейт»
- Чемпіон Аргентини (1): 2002-2003

«Вільярреал»
- Володар Кубка Інтертото (1): 2004

«Манчестер Сіті»
- Володар Кубка Футбольної ліги (1): 2013-2014

«Реал Бетіс»
- Володар Кубка Іспанії (1): 2022